# Copelatus minor
Copelatus minor är en skalbaggsart som beskrevs av Bilardo och Pederzani 1978. Copelatus minor ingår i släktet Copelatus och familjen dykare.

## Underarter
Arten delas in i följande underarter:
- C. m. minor
- C. m. finitimus